# 南京江北新区
江北新区是位于中华人民共和国江苏省南京市的国家级新区。2015年7月2日，国务院批复《江苏省人民政府关于设立南京市江北新区的请示》，同意设立江北新区。2017年5月成立江北新区直管区，管辖原属浦口区的顶山街道、泰山街道、沿江街道、盘城街道和六合区的大厂街道、长芦街道、葛塘街道。2019年8月26日成为中国（江苏）自由贸易试验区的一部分。
江北新区位于南京市北部，涉及浦口区和六合区等，区位优势明显，资源条件较好，发展潜力较大，具备加快发展的条件。文件要求把建设江北新区作为深入实施南京发展战略的重要举措，积极探索欠发达地区加快推进新型工业化、城镇化和实现跨越式发展的新路子。
南京都市圈将跨界打造江北新区，高起点建设承东启西的开发开放载体。江北新区包括核心区的南京浦口区、六合区、栖霞区八卦洲，以及外围的芜湖江北集中区、滁州、天长、马鞍山郑蒲港新区和扬州仪征。

## 行政区划
江北新区包括了浦口区、六合区、栖霞区的21个街道和1个镇。江北新区划分为直管区和共建区，直管区包括浦口区泰山街道、顶山街道、沿江街道、盘城街道，六合区大厂街道，长芦街道，葛塘街道，共7个街道，由新区党工委、管理委员会统一托管。
| 区                               | 街道/镇 |
| -------------------------------- | --- |
| 浦口区                           | 江浦街道、顶山街道、泰山街道、沿江街道、盘城街道、桥林街道、汤泉街道、星甸街道、永宁街道                               |
| 六合区                           | 大厂街道、葛塘街道、长芦街道、雄州街道、龙池街道、程桥街道、金牛湖街道、横梁街道、龙袍街道、马鞍街道、冶山街道、竹镇镇 |
| 栖霞区                           | 八卦洲街道 |
| 注：粗体为江北新区直管区下辖街道 | |

## 管理机构
不同于上海浦东新区与天津滨海新区，江北新区并非一个行政区，空间上设立了直管区、共建区、协调区。南京市政府设江北新区管理委员会为派出机构，在新区划定的直管区内可行使各项行政管理权限。在直管区外（共建区），管委会可行使市级规划、国土、环保审批管理权限。早先，南京市委书记兼任江北新区党工委书记，一市委常委任党工委专职副书记；2022年5月起，江北新区党工委书记不再由南京市委书记兼任。江北新区党工委、管委会享有直管区内超过5100项权力事项。
2020年7月1日起，南京江北新区人民法院成立，依法管辖直管区内各类案件及鼓楼区、浦口区、六合区内的部分知识产权相关案件。

## 地理
江北新区位于长江以北，与南京主城区隔江相望，其范围涵盖了浦口区、六合区的核心区域，南京高新技术开发区，老山林场，大厂工业园区，以及八卦洲岛。总规划面积788平方公里，其中直管区面积386平方公里。

## 交通

### 公路
江北新区境内有多条国家高速公路。 南京绕城高速自南穿过新区西部，连接有 宁合高速、 宁连高速；江北大道快速路穿过新区中部，连接有 宁通高速、 205国道； 宁洛高速自南京长江二桥穿过八卦洲及新区北部。未来新区将形成“一环七射”高速公路网布局。。
截至2021年，江北新区共有过江通道11条，包括南京长江大桥、南京八卦洲长江大桥、南京大胜关长江大桥、南京栖霞山长江大桥、南京江心洲长江大桥、南京应天大街长江隧道、南京定淮门长江隧道，以及大胜关铁路大桥及地铁3号线、10号线、S3号线。目前建成的所有过江通道均与新区相连。规划至2035年形成22处，24条过江通道。

### 铁路
江北新区内规划有南京北站，未来将成为新区综合性交通枢纽。已经建成或将建成的铁路有：
- 京沪高速铁路
- 北沿江高铁
- 宁淮城际铁路
- 宁合城际铁路
- 宁蚌城际铁路
- 沪汉蓉客专

### 地铁
截至2024年，江北新区共有4条地铁线路，其中 █ 3号线、 █ 10号线、 █ S3号线为过江线路， █ S8号线连接新区与六合、金牛湖地区。在建线路有 █ 11号线、 █ 4号线二期、 █ S4号线南京段。近期规划线路有 █ 18号线、 █ 3号线西延、 █ 4号线三期、 █ 13号线。长期规划的线路有10号线三期、15号线、17号线。

### 港口
拥有西坝、七坝两个港区。

## 教育

### 本科院校
- 南京农业大学
- 南京审计大学
- 南京工业大学
- 南京信息工程大学
- 南京大学金陵学院
- 东南大学成贤学院
- 江苏警官学院

### 专科院校
- 南京铁道职业技术学院

## 医疗
截至2021年11月份，江北新区直管区有各级各类医疗卫生机构共327家。如南京江北医院、南医大四附院、中大医院江北院区、鼓楼医院江北国际医院。

## 民生
江北新区拥有南京青奥会唯一的新建场馆群--青奥体育公园，以及江北新区市民中心，桃湖公园等民生设施。

## 旅游资源
- 南京珍珠泉风景区
- 扬子江生态公园
- 南京老山国家森林公园
- 求雨山文化园